# Cañón Tipo 3 75 mm
El Tipo 3 75 mm fue un cañón de tanque utilizado como armamento principal del tanque medio Tipo 3 Chi-Nu del Ejército Imperial Japonés. Fue uno de los cañones más grandes jamás instalados en un tanque japonés de la Segunda Guerra Mundial .

## Diseño y uso
El Tipo 3 tenía un calibre de 75 mm y una caña de 2,85 m (L/38). Como se instaló en el tanque medio Tipo 3 Chi-Nu, la elevación era de -10 a +25 grados. Disparar un proyectil a una velocidad inicial de 680 m/s daba una penetración de blindaje de 90 mm a 100 m y 65 mm a 1000 m. Disparaba un proyectil de 6,6 kilogramos. Este cañón se basó en el cañón de campaña Tipo 90 75 mm que, a su vez, se basó libremente en el Schneider et Cie Canon de 85 mle 1927 francés. El Tipo 3 75 mm fue construido bajo licencia por el Arsenal de Osaka.

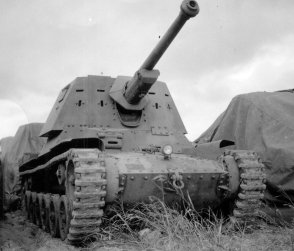
El Tipo 3 Ho-Ni III, armado con el Tipo 3 75 mm.

El Tipo 3 Chi-Nu, en el que se montó el cañón, fue el tanque más poderoso en la producción en serie regular para el Ejército Imperial Japonés durante la Segunda Guerra Mundial. El Tipo 3 Chi-Nu fue desarrollado para hacer frente al M4 Sherman. En 1943, la baja prioridad dada a la producción de tanques significó que el Tipo 3 Chi-Nu no entró en producción hasta 1944. En ese momento, la escasez de materias primas e industria que enfrentaba Japón hizo que la producción del vehículo se retrasara. Estos tanques fueron asignados a las islas del archipiélago japonés para defenderse contra la proyectada invasión aliada. Como la rendición de Japón ocurrió antes de esa invasión, el Tipo 3 nunca se usó en combate.
Entre 1944 y 1945, se produjeron un total de 144 a 166 tanques Tipo 3 Chi-Nu. Un tanque Tipo 3 Chi-Nu sobreviviente con su cañón Tipo 3 75 mm está en exhibición en la Escuela de Artillería del Ejército de Japón en Tsuchiura, Ibaraki, Japón.
El Tipo 3 75 mm también fue el armamento principal del Tipo 3 Ho-Ni III. El Ho-Ni III sirvió como artillería autopropulsada y cazacarros. Tenía una casamata blindada heptagonal completamente cerrada para abordar el problema de la protección de la tripulación en el combate cercano.